# Chysis
Die Gattung Chysis aus der Familie der Orchideen (Orchidaceae) besteht aus zehn Pflanzenarten, die in Mittel- und Südamerika verbreitet sind. Sie wachsen dort als Epiphyten in feuchten Wäldern.

## Beschreibung

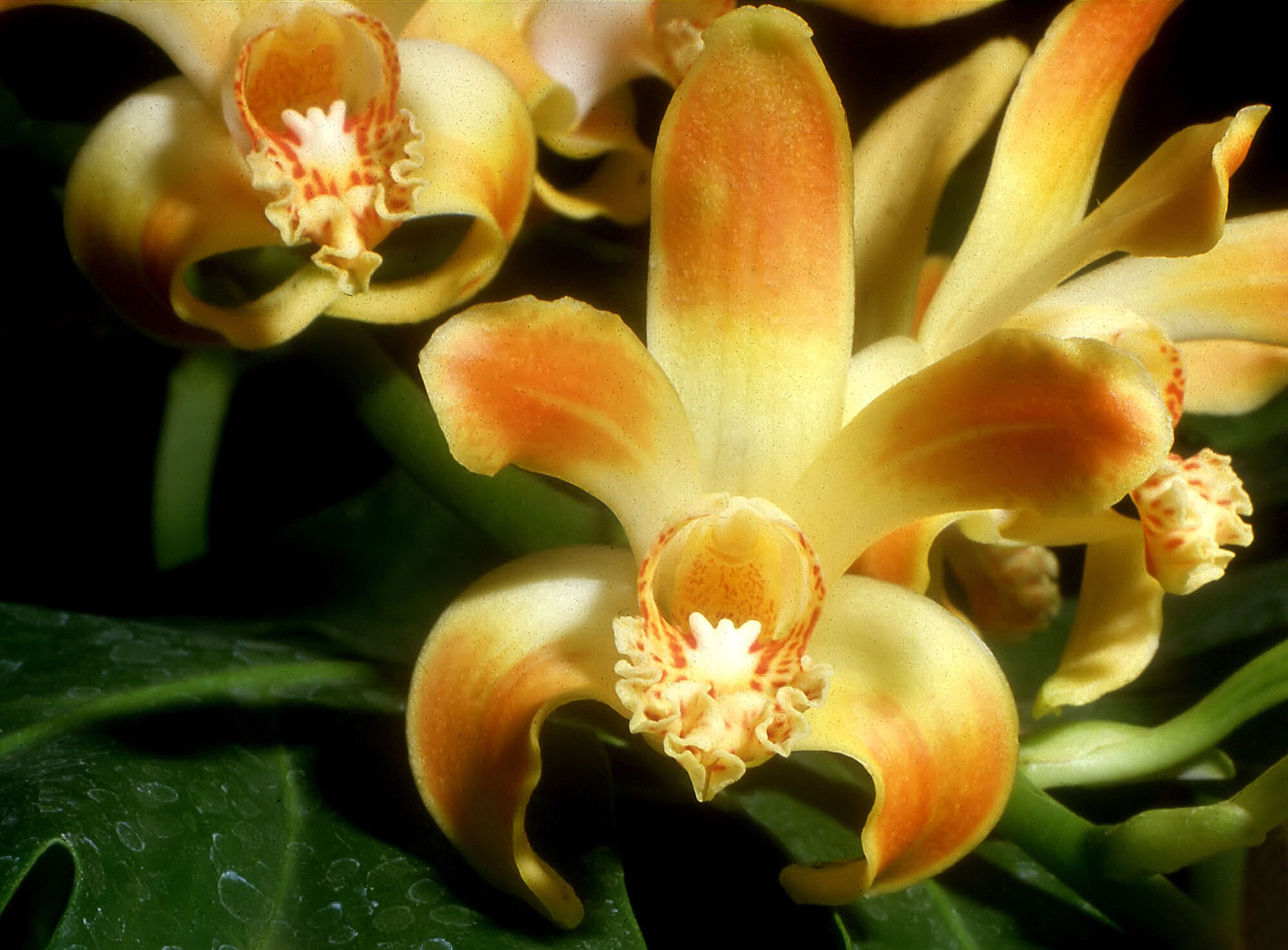
Chysis tricostata

Aus dem Rhizom der Chysis-Arten entspringen in kurzen Abständen die Sprosse. Die Wurzeln sind reich verzweigt, behaart und von Velamen umgeben. Die Sprosse sind überhängend, bis zu 45 Zentimeter lang und zum oberen Ende hin leicht verdickt, so dass eine keulen- oder spindelförmige Pseudobulbe entsteht. Im unteren Bereich ist der Spross von häutigen Niederblättern umgeben, im oberen Bereich stehen sechs bis zwölf zweizeilig angeordnete Laubblätter. Die Blätter sind oval bis breit-lanzettlich geformt, papierartig dünn, entlang der zahlreich sichtbaren Längsnerven gefaltet. An der Basis gehen sie in eine Blattscheide über, die den Spross umfasst. Ein Trenngewebe zwischen Blatt und Blattgrund ermöglicht, dass die Blätter nach einer Vegetationsperiode abgeworfen werden.
Ein bis drei traubige Blütenstände erscheinen seitlich aus Blattachseln im unteren Bereich des Sprosses. Die Blütenstände erscheinen sehr früh in der Vegetationsperiode, wenn der Spross und die Blätter noch nicht voll ausgebildet sind. Die resupinierten Blüten haben eine fleischige oder wachsartige Textur. Die Blütenfarbe ist weiß, rosa oder gelb, oft sind die Blütenblätter gefleckt und die Lippe trägt farbige Markierungen. Die äußeren drei Blütenblätter sind breit-oval, die inneren schmaler geformt. Die beiden seitlichen Sepalen sind mit einer Verlängerung der Säule („Säulenfuß“) verwachsen und bilden ein „Kinn“ am Grund der Blüte. Die Lippe setzt ebenfalls am Säulenfuß an, sie ist dreilappig, die seitlichen Lappen sind nach oben um die Säule geschlagen. Mittig auf der Lippe befindet sich ein drei- bis siebenkieliger Kallus. Die Säule trägt am Ende das gegenüber der Säulenachse herabgebogene Staubblatt. Acht Pollinien (vier größere und vier kleine) sind vorhanden. Sie sind durch zwei ovale, aus Antheren-Gewebe gebildete Plättchen zusammengehalten. Bei einigen Arten findet Selbstbestäubung statt, hier sind die einzelnen Pollinien sowie die Plättchen zu einer zusammenhängenden Masse verschmolzen, die gleich nach dem Aufblühen auf die Narbe gelangt. Die sechskantige Kapselfrucht trägt noch zur Reifezeit die Reste der Säule.

## Verbreitung
Die Arten der Gattung Chysis haben eine weite Verbreitung von Mexiko im Norden, über Mittelamerika und die Anden Südamerikas bis Peru. Sie besiedeln Höhenlagen von 500 bis 1000 Meter.
Sie wachsen epiphytisch in feuchten Wäldern ohne ausgeprägte Trockenzeit. Häufig wachsen sie am Stamm von Bäumen, also an recht schattigen Stellen, selten sind sie auf Felsen zu finden.

## Systematik und botanische Geschichte

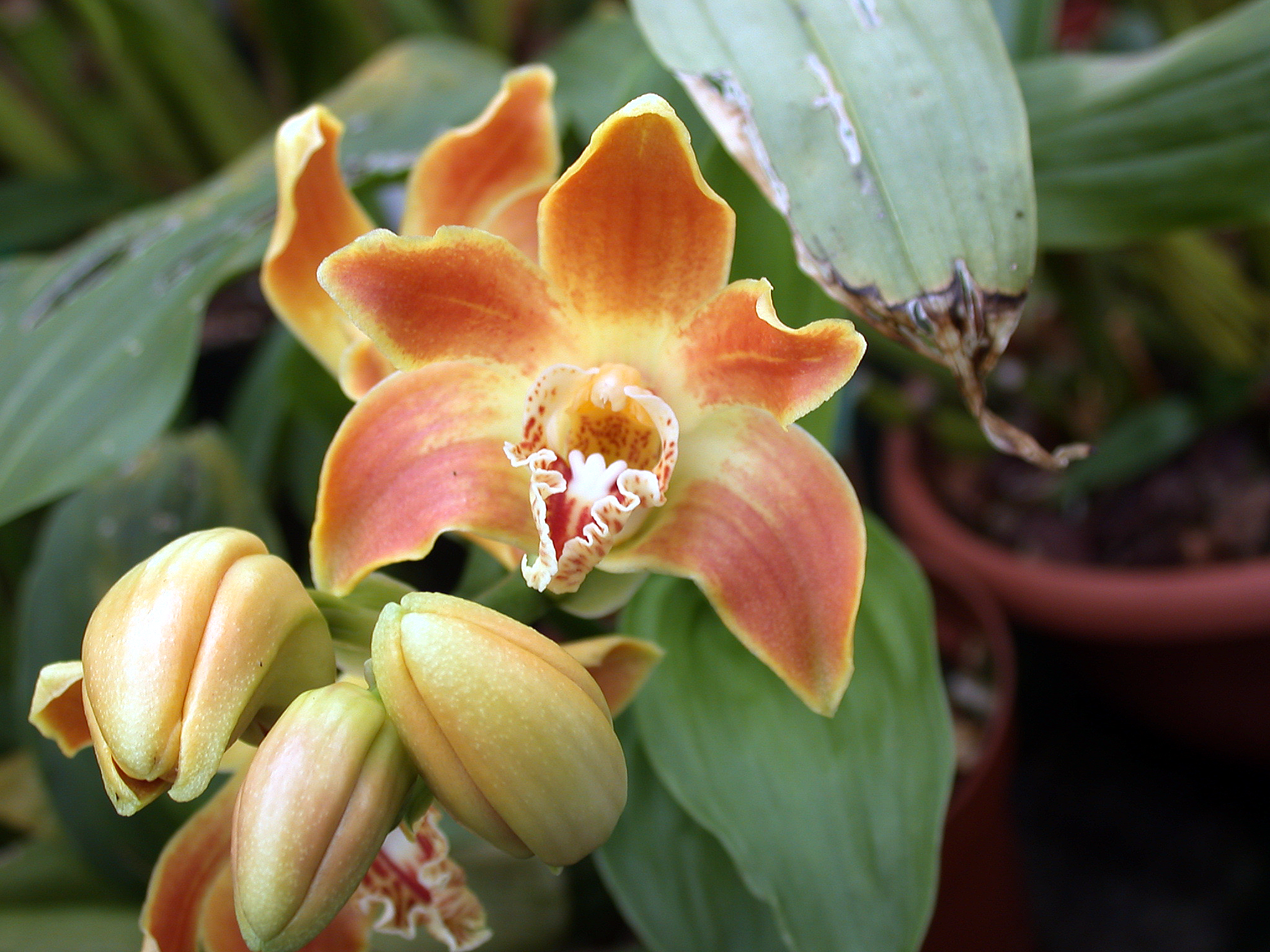
Chysis aurea

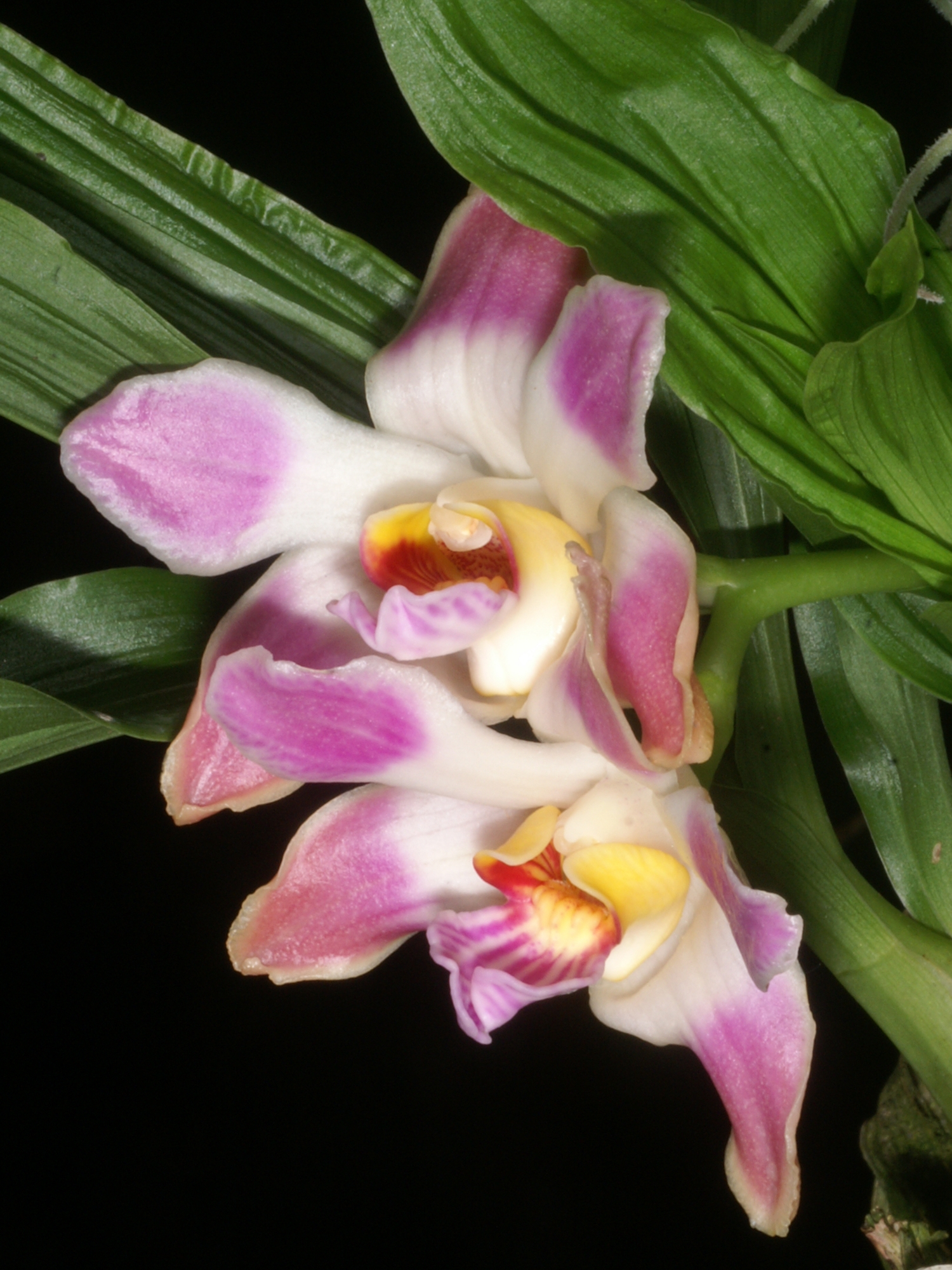
Chysis limminghei

Die Gattung Chysis wurde 1837 von John Lindley mit der Typusart Chysis aurea in Edwards's botanical register Band 23, tab. 1037 beschrieben. Der Gattungsname stammt vom griechischen χύσις chysis „Haufen“ und bedeutet,  dass (bei selbstbestäubenden Arten) die acht Pollinien zu einer Masse verschmolzen erscheinen. Sowohl morphologisch als auch mit Mitteln der DNA-Analyse sind keine besonders nahen Verwandten auszumachen. Schon Rudolf Schlechter stellte 1926 für diese Gattung eine eigene Untertribus namens Chysinae (auch Chysiinae geschrieben) auf. Diese wird in die Tribus Epidendreae eingeordnet, wo sie eine basale Gruppe, eventuell die Schwestergruppe zu allen anderen Epidendreae, ist.
Folgende Arten sind in dieser Gattung bekannt:
- Chysis addita Dressler, Mexiko und Guatemala[3]
- Chysis archilae Chiron, Guatemala[3]
- Chysis aurea Lindl., Venezuela[3]
- Chysis bractescens Lindl., Mittelamerika: südliches Mexiko, Belize, El Salvador, Guatemala, Honduras, Nicaragua[3]
- Chysis bruennowiana Rchb.f. & Warsz. (Syn.: Chysis pluricostata Dressler), weite Verbreitung von Honduras bis Peru[3]
- Chysis chironii Archila, Guatemala.[3]
- Chysis domei Archila & Chiron: Sie wurde 2020 aus Guatemala beschrieben.[2]
- Chysis guimaraensis Benelli & E.M.Pessoa: Die 2019 erstbeschriebene Art kommt in Brasilien vor.[3]
- Chysis laevis Lindl. (Syn.: Chysis orichalcea Dressler), Mexiko bis Nicaragua.[3]
- Chysis limminghei Linden & Rchb.f., südöstliches Mexiko und nördliches Guatemala.[3]
- Chysis tribouillieri Archila & Chiron: Sie wurde 2020 aus Guatemala erstbeschrieben.[2]
- Chysis tricostata Schltr., Honduras, Costa Rica, Nicaragua[3]
- Chysis violacea Dressler, Panama[3]

## Weiterführendes
- Liste der Orchideengattungen